# Playa de Baquio
La playa Baquio situada en el municipio vizcaíno de Baquio, País Vasco (España), es una playa con arena.
Recibe visitantes mayormente de las localidades de Bermeo, Munguía y Bilbao, entre otras. Muy apreciada por los surfistas por la calidad de sus olas.
Es la playa más larga de Vizcaya.

## Área
- Bajamar: 130.757 m²
- Pleamar: 34.837 m²